# Stenocionops furcatus
Stenocionops furcatus är en kräftdjursart som först beskrevs av Olivier 1791.  Stenocionops furcatus ingår i släktet Stenocionops och familjen Mithracidae.

## Underarter
Arten delas in i följande underarter:
- S. f. furcatus
- S. f. coelatus